# Casa Vicenç Llorca
La Casa Vicenç Llorca és un antic edifici del municipi de la Garriga (Vallès Oriental) que formava part de l'Inventari del Patrimoni Arquitectònic de Catalunya.

## Descripció
És un habitatge unifamiliar aïllat. Consta de soterrani, planta baixa i golfes. Les obertures estan encerclades amb llindes amb vessant d'aigua i motius florals. Faixa perimetral a la planta baixa, cantonades encerclades a manera de pilastres. Les obertures de la planta baixa formen una arcuació limitada per una faixa perimetral al damunt de la qual hi ha una pesada cornisa a manera de coronament suportada per cartel·les.